# Катрін Коллар
Катрін Коллар (фр. Catherine Collard; (11 серпня 1947 , Тюїр  — 10 жовтня 1993 або 9 жовтня 1993 , XI округ Парижа )) — французька піаністка.

## Біографія
Навчалася в Паризькій консерваторії у Івонн Лефебюр та Жермена Муньє. Володарка кількох престижних національних музичних премій (зокрема, імені Дебюссі та імені Мессіана). Була відома як інтерпретаторка широкого кола авторів, від Гайдна до Дебюссі, Прокоф'єва та Мессіана.
Також мала багаторічну співпрацю з Анн Кеффелек у виконанні творів для двох фортепіано. Помираючи від раку, Коллар попрощалася з публікою останнім концертом в липні 1993 року в Екс-ан-Провансі.
Посмертно (1994) відзначена премією «Віктуар де ля мюзик» як найкращий музикант-інструменталіст року.